# Cecil Yates
Pour les articles homonymes, voir Yates.
William Cecil Yates, né le 18 mai 1912, à Thurber, Comté d'Erath et mort en mars 1987 à Buckeye (Arizona), États-Unis, est un coureur cycliste américain. Il a commencé sa carrière comme sprinteur, avant de devenir un coureur de six jours.
Cecil Yates est en 45e position dans le classement historique des coureurs de  six jours.
Il a été intronisé au Temple de la renommée du cyclisme américain en 2007.

## Biographie
William Cecil Yates est né dans le Comté d'Erath, Texas et a grandi à South Side (Chicago). Adolescent, il s'intéresse au sport. Il joue au football universitaire dans l'enseignement secondaire (Fenger Academy (en)) et rapidement se passionne pour les courses de vélo et les courses de six jours. Il est sélectionné pour aller aux six jours de New York, avec Mike Rodak, en 1932 à 19 ans. Il remporte sa première course de six jours à Vancouver, en octobre 1934, avec Eddie Testa.
Cecil Yates est connu comme sprinteur. Il peut allumer les « jets » lors d'un « jam » et avoir le peloton à sa poursuite. C'est un plaisir pour la foule des fans de sport. Lorsque Cecil Yates est en course, les patrons savent qu'il y aura beaucoup d'actions sur la piste.
Sa plus belle victoire est sans doute celle des Six jours de New York au Madison Square Garden en 1939, en course avec Cesare Moretti Jr.. Ils montrent leur supériorité en gagnant deux tours dans la dernière heure pour s'imposer d'un tour sur l'un des peloton les plus forts, jamais réuni pour une course à New York. Yates, est considéré comme l'un des sprinteurs les plus rapides dans le monde.
C'est un habitué des courses de six jours dans les vélodromes les plus lucratifs ; Six jours de Chicago (13 courses), Six jours de New York (11 courses) et Six jours de San Francisco (4 courses). Au total, Cecil Yates a couru dans 17 villes nord-américaines. Il a couru au Canada à cinq reprises et a remporté 3 courses de six jours. Durant sa carrière, il a deux partenaires privilégiés, tous deux de la région de Chicago, Jules Audy et Jerry Rodman. Il court avec Rodman et Audy 8 fois chacun. Au total, il participe avec 28 partenaires de course de six jours.
Yates continue en compétition tout au long des années 1940, remporte un titre national en 1948, gagne les Six jours de Cleveland en 1949 avec Charles Bergna . Il prend sa retraite sportive en 1950 après avoir remporté 19 courses de six jours sur 81 auxquelles il a participé. Yates a également terminé sur le podium de 26 autres courses de six jours, soit 10 deuxième place et 16 troisième place.
Yates s'est également intéressé à d'autres sports. Il a joué semi-pro au football américain. Il a également participé à des courses automobiles, et a conduit des voitures sur le Ascot Speedway (en) à Los Angeles.

## Palmarès
- 1934
  - Six jours de Vancouver avec Eddie Testa
- 1935
  - Six jours de Détroit avec Robert Vermeersch
  - Six jours de Louisville avec Jack Gabell
- 1936
  - Six jours de San Francisco avec Henry O'Brien
  - Six jours de Des Moines avec Freddy Zach
- 1937
  - Six jours de San Francisco avec Jerry Rodman
  - Six jours d'Oakland avec George Dempsey
- 1939
  - Six jours de Buffalo avec Gustav Kilian
  - Six jours de New York avec Cesare Moretti Jr.
  - Six jours de Buffalo avec Heinz Vopel
- 1940
  - Six jours de Chicago avec William Peden
- 1941
  - Six jours de Montréal avec Angelo de Bacco
- 1942
  - Six jours de Milwaukee avec Jules Audy
  - Six jours de Chicago avec William Peden
- 1948
  - Six jours de Winnipeg avec Charles Bergna
- 1949
  - Six jours de Cleveland avec Charles Bergna